# Fıratcan Üzüm
Fıratcan Üzüm (Eskişehir, 4 giugno 1999) è un calciatore turco, centrocampista del Gençlerbirliği.

## Caratteristiche tecniche
È un esterno destro.

## Carriera
Cresciuto nel settore giovanile dell'Eskişehirspor, ha esordito in prima squadra il 20 maggio 2017 disputando l'incontro di TFF 1. Lig perso 3-0 contro l'Altınordu.
Nel 2019 è stato acquistato dal Trabzonspor.

## Statistiche
Statistiche aggiornate al 20 febbraio 2025.

### Presenze e reti nei club
| Stagione             | Squadra              | Campionato           | Campionato | Campionato | Coppe nazionali | Coppe nazionali | Coppe nazionali | Coppe continentali | Coppe continentali | Coppe continentali | Altre coppe | Altre coppe | Altre coppe | Totale | Totale | Totale |
| Stagione             | Squadra              | Comp                 | Pres       | Reti       | Comp            | Pres            | Reti            | Comp               | Pres               | Reti               | Comp        | Pres        | Reti        | Pres   | Reti   |        |
| -------------------- | -------------------- | -------------------- | ---------- | ---------- | --------------- | --------------- | --------------- | ------------------ | ------------------ | ------------------ | ----------- | ----------- | ----------- | ------ | ------ | ------ |
| 2016-2017            | Eskişehirspor        | 1L                   | 1          | 0          | CT              | 0               | 0               |                    | -                  | -                  |             | -           | -           | 1      | 0      |        |
| 2017-2018            | Eskişehirspor        | SL                   | 10         | 3          | CT              | 1               | 0               |                    | -                  | -                  |             | -           | -           | 11     | 3      |        |
| 2018-2019            | Eskişehirspor        | 1L                   | 21         | 1          | CT              | 0               | 0               |                    | -                  | -                  |             | -           | -           | 21     | 1      |        |
| Totale Eskişehirspor | Totale Eskişehirspor | Totale Eskişehirspor | 32         | 4          |                 | 1               | 0               |                    | -                  | -                  |             | -           | -           | 33     | 4      |        |
| 2019-gen. 2020       | Trabzonspor          | SL                   | 3          | 0          | CT              | 0               | 0               | UEL                | 3                  | 0                  |             | -           | -           | 6      | 0      |        |
| gen.-giu. 2020       | Ümraniyespor         | 1L                   | 3          | 0          | CT              | 0               | 0               |                    | -                  | -                  |             | -           | -           | 3      | 0      |        |
| 2020-gen. 2021       | Trabzonspor          | SL                   | -          | -          | CT              | -               | -               |                    | -                  | -                  |             | -           | -           | -      | -      |        |
| Totale Trabzonspor   | Totale Trabzonspor   | Totale Trabzonspor   | 3          | 0          |                 | 0               | 0               |                    | 3                  | 0                  |             | -           | -           | 6      | 0      |        |
| gen.-giu. 2021       | Adanaspor            | 1L                   | 7          | 0          | CT              | 0               | 0               |                    | -                  | -                  |             | -           | -           | 7      | 0      |        |
| 2021-2022            | Adanaspor            | 1L                   | 29         | 2          | CT              | 1               | 0               |                    | -                  | -                  |             | -           | -           | 30     | 2      |        |
| Totale Adanaspor     | Totale Adanaspor     | Totale Adanaspor     | 36         | 2          |                 | 1               | 0               |                    | -                  | -                  |             | -           | -           | 37     | 2      |        |
| 2022-2023            | Ankaragücü           | SL                   | 10         | 0          | CT              | 4               | 0               |                    | -                  | -                  |             | -           | -           | 14     | 0      |        |
| 2023-2024            | Göztepe              | 1L                   | 16         | 1          | CT              | 2               | 0               |                    | -                  | -                  |             | -           | -           | 18     | 1      |        |
| 2024-2025            | Gençlerbirliği       | 1L                   | 19         | 0          | CT              | 2               | 0               |                    | -                  | -                  |             | -           | -           | 21     | 0      |        |
| Totale carriera      | Totale carriera      | Totale carriera      | 119        | 7          |                 | 10              | 0               |                    | 3                  | 0                  |             | -           | -           | 132    | 7      |        |